# Urocitellus brunneus
Urocitellus brunneus е вид гризач от семейство Катерицови (Sciuridae). Видът е застрашен от изчезване.

## Разпространение и местообитание
Разпространен е в САЩ (Айдахо).
Обитава гористи местности, планини, възвишения, ливади, савани и степи в райони с умерен климат, при средна месечна температура около 6,2 градуса.

## Описание
На дължина достигат до 18,1 cm, а теглото им е около 300 g.
Популацията на вида е намаляваща.